# Libor Pešek

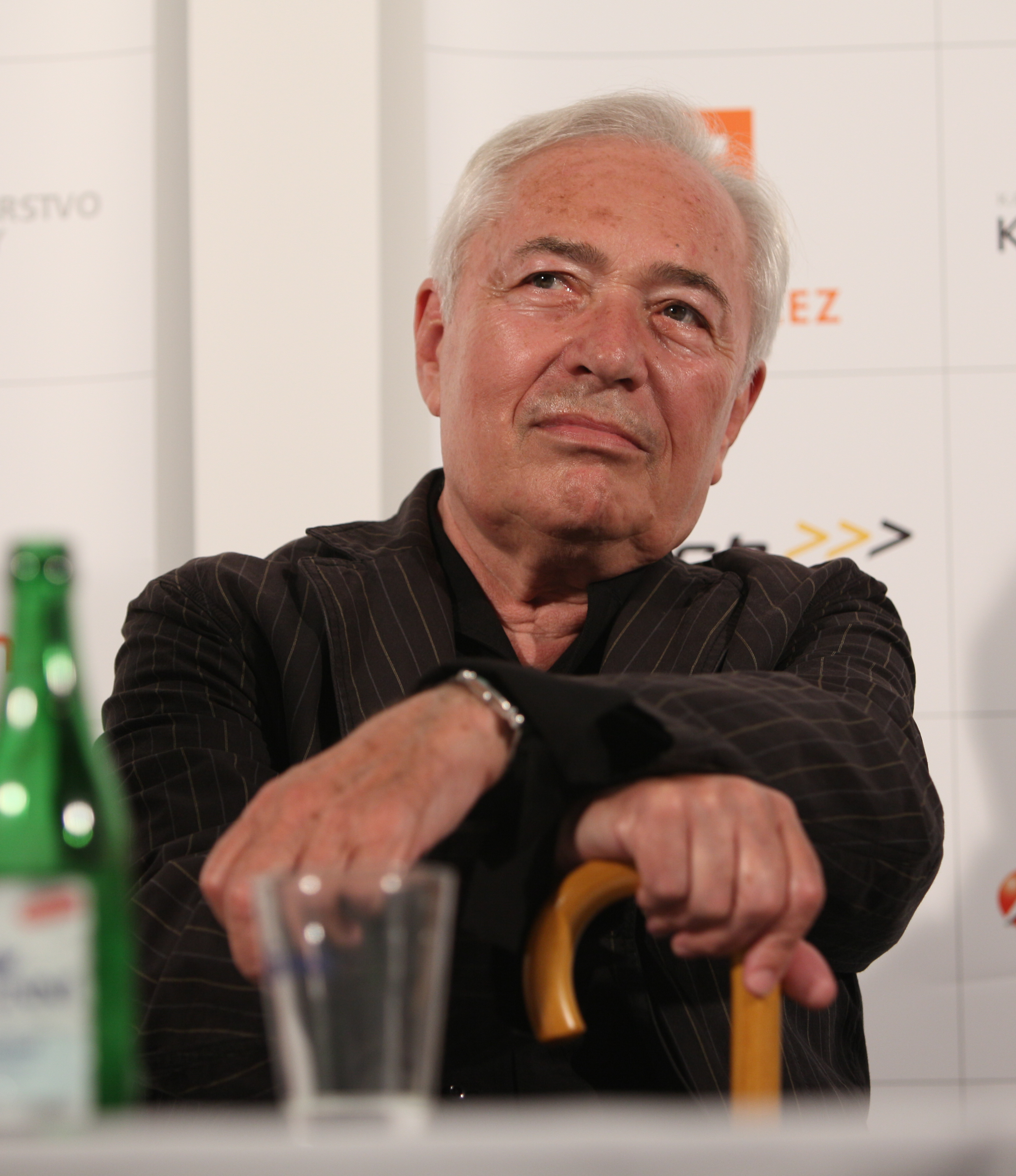
Libor Pešek (2009)

Libor Pešek (Praga, 22 giugno 1933 – 23 ottobre 2022) è stato un direttore d'orchestra ceco.

## Biografia
Studiò direzione d'orchestra, pianoforte, violoncello e trombone presso l'Accademia delle Arti Musicali con insegnanti quali Václav Smetáček e Karel Ancerl. Lavorò presso l'Opera di Pilsen a Praga dal 1958 al 1964; fu fondatore e direttore della Camera Harmony di Praga.
Fu direttore d'orchestra della Filarmonica Slovacca nel 1981-1982, e dal 1982 al 1990  direttore
titolare della Filarmonica Ceca.
Nel Regno Unito fu direttore musicale della Royal Liverpool Philharmonic Orchestra (RLPO) dal 1987 al 1998, e fino alla morte ne ricoprì la carica di Direttore Onorario. Il suo lavoro con la RLPO incluse la direzione della prima esecuzione del Concerto per Corno, di Anthony Powers (Michael Thompson, solista). Diresse inoltre l'Orchestra Filarmonica di Brno.
Era molto conosciuto per le sue interpretazioni di musica ceca. Ha contribuito a far conoscere compositori
poco conosciuti di musica ceca, in particolare Josef Suk e Vitezslav Novak.
Le sue registrazioni includono composizioni di Pavel Josef Vejvanosky.

## Onorificenze
Nel marzo del 1996 la Regina Elisabetta II ha nominato Libor Pešek "Cavaliere dell'Impero Britannico".
Medaglia al Merito nel 1997, sempre in quell'anno ha ricevuto una borsa ad honorem dalla University of Central Lancashire.